# 兵庫県立神戸高等学校
兵庫県立神戸高等学校（ひょうごけんりつこうべこうとうがっこう、英: Hyogo Prefectural Kobe High School）は、兵庫県神戸市灘区城の下通に所在する県立高等学校。
略称は「神高」（）、「神戸」（）など。兵庫県においては兵庫県立姫路西高等学校に次いで、兵庫県立豊岡高等学校と並ぶ2番目に古い高校。戦前には、東京府立一中（現：東京都立日比谷高等学校）、愛知一中（現：愛知県立旭丘高等学校）と並び、「一中御三家」と称された。

## 概要
1948年9月1日、兵庫県立第一神戸中学校（旧制）と兵庫県立第一神戸高等女学校（旧制）であったのが合併し、兵庫県立神戸高等学校（新制）が発足する。
1986年、理数コースを新設する。2003年、総合理学コースが発足する。2007年、総合理学科に改編する。

## 校則・校風
- 神戸一中時代より「質素剛健」「自重自治」の四綱領を校訓としている。四綱領を掲げた際に成文化された校則も廃止され、基本的に生徒の自主性を尊重するという形式を取っている。したがって、範例的要素というよりも学校の雰囲気を示した校風となっており、現在に至る。新制高校に見られる生徒手帳が存在せず、携行品は1枚物の生徒証のみ、規定については携行を前提としない冊子としている。
- 制服の着用が義務付けられており、着こなしについても厳しく指導される（近隣の旧制中学校を前身とする県立学校の大半は、学生運動以後、制服を廃止し標準服としている）。

## 特色
- 入学定員は普通科320名、総合理学科40名。総合理学科は県下全域から受験可能である。
- 新制高校として発足以来、一貫して男子の比率が高い（3:2程度）学校であったが、2000年代以降は男女ほぼ同数となっている。
- 火-金は65分×5時間、月曜日のみ6時間の授業形態を採用している。

## 象徴

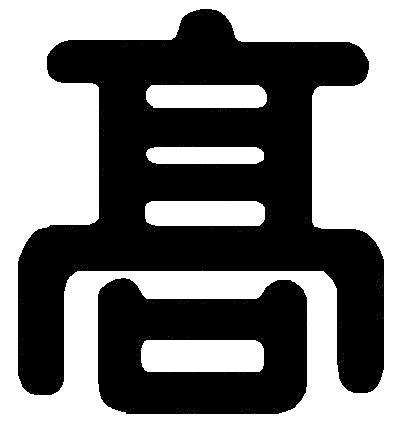
校章

- 校章は旧制両校の意匠を生かしたシンプルな金色の「髙」の文字で、段違いのある底部に特徴がある。
- 副校章としてデザイン化された鵬（おおとり）の意匠が定められており、男子の襟章に採用されている。
- 校木は「楠」、校花は「春蘭」。

## 歴史
- 1909年（明治42年）、神戸一中初代校長・鶴崎久米一の発案により、カーキ色（軍服のカーキ色ではなく、オレンジ色に近い独特の色をそう呼称した）の学生服（金ボタン）が採用された。この特徴ある制服は鶴崎が校長を兼務していた同校と神戸二中（現：兵庫高）（銀ボタン）のみのものであった。戦後は通常の黒詰襟に変更されたが、女子は現在も県一高女時代に制定（スカートの形式は1994年に変更）されたセーラー服と八稜鏡を模った胸章を継承している。
- 第二代校長・池田多助は、自由と規律を機軸とする英国流のパブリックスクール教育を推進。進取の気心に富みながらも権威と伝統を重んじる保守的な校風はこの時代に形成されたと考えられる。生徒指導も教師の手によらず、生徒による自主的な自治組織である戊辰会に委ねられ、上級生が下級生に対して規範を示すという形式が採用された。1960年代の学園紛争時に各地の進学校が先陣を切って改革路線を歩んだ時期にも、本校自治会は微動だにせず制服・制帽を堅持した（服装の自由化には全校生徒の7割が反対したという[1]）。丸刈りの強制は1969年に漸く廃止されたが、その後も1980年代までは自発的に短髪を貫き、制帽をきちんと着用する生徒が多かった。しかしながら、こうした校風を無言の圧力や権威と感じて反発を覚える生徒も少なくなく、小松左京は自著にて、鉄拳制裁に代表される一中の軍国主義的スパルタ教育から解放され三高入学を果たした日を、「わが人生最高の日」と述懐している。また村上春樹にも校則に反発して不登校の時期があったと伝えられるほか、戦前にも日野原重明のように他校進学を前提に受験し、入学式当日に確信犯的に退学届を提出した者もいる。
- 1907年（明治40年）4月1日、兵庫県立第二神戸中学校の新設が決定したことにより、「兵庫県立神戸中学校」から「兵庫県立第一神戸中学校」に改称する。呼称が他府県と異なり、神戸第一中学校ではなく第一神戸中学校と称したのは、両校の校長を兼任した鶴崎久米一が「どちらも優劣なく同じ『神戸中学校』である」としたことによるとされる。この認識により初年度の入学試験は一中二中の合同で実施され、合格者は鯉川筋の東西で両校に振り分けられた。この学区制は1909年（明治42年）まで3年間継続された。以降「一中」とも称されるようになる。
- 県一高女は兵庫県初の公立高等女学校として誕生したため、初期には寄宿舎を擁し、全県から向学心に燃える優秀な良家の女学生が偏に集う場であった。高等教育を受ける女子などごく稀であった時代でもあり、こうした黎明期の卒業生は、公立校でありながら同窓会が経営する私塾や高等科（現在の短期大学に相当）を早期に開設する。
- 1947年（昭和22年）6月11日、昭和天皇が神戸市に行幸（昭和天皇の戦後巡幸）したが、戦災により適当な宿泊施設が市内に残っていなかったため、学校が宿泊所に充てられた。校庭では神戸市民奉迎大会が開催された[2]。

## 学校行事
- 新入生にとっての通過儀礼であった「江井」（淡路島の旧一宮町）での臨海学舎は、もともと県一高女で行われていたものが共学化により、また敗戦による男子の軍事教練廃止に代わるものとして、男子にも行われるようになった。教師から教わるのではなく先輩が後輩に教える集団生活の規律や水難の危険性に直面することでの精神修養面での貴重な生活訓練の機会であったが、サメ出没などを理由に1994年に鳥取県東浜に移転（ここを移転先としたのは兵庫県立鳴尾高等学校と兵庫県立尼崎北高等学校がここで臨海学舎をしていたことに起因する）後は民宿で宿泊するホームルーム的要素に転換、さらに民宿の確保が十分できなくなったこと（民宿の廃業による）などを受け、2003年を最後に廃止された。現在はそれに代わるものとして宿泊を伴う六甲山縦走と在校生による新入生歓迎セレモニーが実施されている。

## 活動
- 2年間以上の部活動や自治会・委員会活動を行った生徒には、卒業時に「春蘭の頌」が授与される。また各方面で顕著な業績を上げた生徒に対しては「山縣杯」（運動部員対象）・「川西杯」（文化部員対象）・「井深杯」（個人・福祉・教育分野対象）がそれぞれ与えられ顕彰される。

## 進学実績
- 戦後の学制改革以降、学校間格差の撤廃を目的に、優秀な教員の多くが異動する。また、小学区制の実施により併設中学校生徒の大半が他校への転出を余儀なくされた。行き場をなくした生徒は、近隣の灘高等学校に進学した[3]。
- 1968年の「兵庫方式（内申書偏重の入試制度）」の導入や学区制の厳格化（それまでは事実上の越境通学をしている生徒が少なくなかった）、県教委の広域人事による教員の転出や在職期間短期化、阪神・淡路大震災による学区内人口の減少、私立中高一貫校の台頭などの影響を受けて進学実績が低迷したが、2004年にスーパーサイエンスハイスクールに指定され、2007年には全県学区の総合理学科を設置したことなどにより、再び進学実績が向上しつつある。

## 校舎
神戸一中時代の1938年（昭和13年）に、神戸市葺合区（現・中央区）二宮町一丁目の旧校地から、周辺環境の俗悪化を理由に神戸市灘区上野（現・城の下通一丁目）の現校地へ移転した。旧校地には「一中のくすのき」が現存している。現校地は「観音山」と称されることがあるが、1970年（昭和45年）の現行住居表示実施後も上野の残余部に小字として残っている。
1938年（昭和13年）竣工の2代目校舎は「ロンドン塔」と呼ばれる塔屋や銃眼に見立てた装飾などを持つ中世南欧の古城を模したロマネスク調建築となっており、大戦時には陸軍の司令部として、また敗戦後の昭和天皇の全国行幸の折には行在所として利用されたという経緯を持つ。
阪神・淡路大震災にも耐えた歴史的な校舎を改築するに当たっては多方面から反対の声が上がり、卒業生や各界の有志による「神戸高校の校舎を考える会」を中心に保存運動が展開された。最終的にはロンドン塔や観音開きの窓、三連アーチのファサードなど建物の最も象徴的なモチーフを含む正面玄関周辺を改修して保存棟として残し、それ以外の部分は解体して、旧来のイメージを残した形で新築するという妥協案で決着をみた。現校舎は第2期改築（2000年-2002年）を経たものである。
神戸高校の校舎は戦前から残る数少ない学校建築として、近年ではドラマや映画などの舞台として使用されることがある。

### 県一高女時代の校地
県一高女の校舎は、兵庫県庁舎（当時）に隣接する神戸市生田区（旧・神戸区、現・中央区）下山手通五丁目にあった。幸いにも空襲の被害は少なかったものの、それゆえに、被災した県庁の代わりにこの建物が使われることになり、その後の県一高女は、県二高女への間借りそして北長狭校舎を経て現校地への移転という度重なる引越しを余儀なくされることとなった。県一の旧校舎は兵庫県庁本庁舎として、現在の兵庫県庁1号館に建て替えられるまで使用された。新築された1号館の外壁には「兵庫県立第一神戸高等女学校跡」の石碑が埋め込まれている。

## 沿革
旧制中学校・新制高等学校（男子校）時代
- 1895年（明治28年）4月5日 - 臨時兵庫県会が開会される。
  - 県立の尋常中学校3校（神戸・豊岡・洲本）の設置が提案され、神戸・豊岡の2校設置が可決される。
- 1896年（明治29年）
  - 3月16日 - 兵庫県神戸尋常中学校の設置が告示される。
  - 4月1日 - 神戸市葺合（現・中央区二宮町一丁目）に「兵庫県神戸尋常中学校」が開校。兵庫県下では2番目の開校[4]。略称「神中」[5]。
  - 5月1日 - 1・2年生を選抜召集し、授業を開始。
- 1899年（明治32年）
  - 4月1日 - 中学校令の改正により「兵庫県神戸中学校」に改称（「尋常」が除かれる）。
  - 4月7日 - 寄宿舎を設置。
- 1901年（明治34年）4月1日 - 「兵庫県立神戸中学校」に改称（県の後に「立」が加えられる。
- 1907年（明治40年）
  - 3月28日 - 寄宿舎を廃止。
  - 4月1日 - 兵庫県立第二神戸中学校の新設が決定したことにより、「兵庫県立第一神戸中学校」に改称。
- 1909年（明治42年）- この年の入学生より二中と同じ「カーキ色」の学生服を採用。
- 1912年（明治45年）2月17日 - 改築校舎に移転。
- 1913年（大正2年）6月 - 校歌を制定。
- 1919年（大正8年）8月19日 - 野球部が第5回全国中等学校優勝野球大会（夏の甲子園の前身大会）で優勝。
- 1925年（大正15年）1月19日 - 蹴球部が第8回日本フットボール優勝大会で優勝。
  - 以後1929年（昭和4年）、1932年（昭和7年）、1934年（昭和9年）、1935年（昭和10年）、1938年（昭和13年）、1946年（昭和21年）に全国制覇を遂げる。
- 1928年（昭和3年）
  - 9月 - 自治的訓練強化のために戊辰会を結成。
  - 10月 - 昭和天皇御大典を記念して三田に学校林を購入。
- 1929年（昭和4年）4月29日 - 湊川神社において校旗入魂式挙行。
- 1936年（昭和11年）4月29日 - ラグビー部が全国中等学校蹴球大会出場。決勝戦で天理中に敗れ準優勝。
- 1938年（昭和13年）4月9日 - 神戸市灘区上野（現・城の下通一丁目）に移転。
- 1942年（昭和17年）
  - 4月1日 - 一中・二中間で学区制が導入され、新生田川以東が校区となる。
  - 12月8日 - 一誠神社鎮座式。東郷平八郎元帥の遺髪を納める。
- 1943年（昭和18年）4月1日 - 中等学校令の施行により、この時の入学生から修業年限が4年となる。
- 1944年（昭和19年）4月1日 - 教育ニ関スル戦時非常措置方策により、修業年限短縮（5年から4年へ短縮）の実施が前倒して行われることとなる。
- 1945年（昭和20年）
  - 3月 - 修業年限短縮実施の前倒しにより、1940年（昭和15年）に入学した5年生と1941年（昭和16年）に入学した4年生の合同卒業式が行われる。
  - 4月1日 - 授業が停止される。ただし勤労動員は継続。
  - 8月31日 - 大日本帝国陸軍神戸連隊区司令部が校内に移転。
  - 9月 - 授業を再開。
- 1946年（昭和21年）
  - 4月1日 - 修業年限が5年に戻る。
  - 11月3日 - サッカー部が第1回国民体育大会東西対抗戦出場。湘南中に敗れ準優勝。
- 1947年（昭和22年）
  - 1月 - 戊辰会を解散し、自治会を結成。
  - 4月1日 - 学制改革（六・三制の実施）が行われる。
    - 旧制中学校の生徒募集を停止。
    - 新制中学校を併設し（名称：兵庫県立第一神戸中学校併設中学校、以下：併設中学校）、旧制中学校1・2年修了者を新制中学校2・3年生として収容。
    - 併設中学校は経過措置としてあくまで暫定的に設置されたため、新たに生徒募集は行われず、在校生が2・3年生のみの中学校であった。
    - 旧制中学校3・4年修了者はそのまま旧制中学に在籍し、その4・5年生となった（4年で卒業することもできた）。

  - 6月11日 - 全国巡幸中の昭和天皇が来校し、同校213号教室を臨時の御座所として2泊する。
- 1948年（昭和23年）
  - 4月1日 - 学制改革（六・三・三制の実施）に伴い、旧制中学校が廃止され、新制高等学校「兵庫県立第一神戸高等学校」（男子校）が発足。
    - 旧制中学校卒業生（5年修了者）を新制高校3年生、旧制中学校4年修了者を新制高校2年生、併設中学校卒業者（3年修了者）を新制高校1年生として収容。
    - 併設中学校は新制高校に継承され（名称：兵庫県立第一神戸高等学校併設中学校）、在校生が1946年（昭和21年）に旧制中学校へ最後に入学した3年生のみとなる。

  - 5月25日 - 兵庫県立第一神戸女子高等学校が併置される。

高等女学校・新制高等学校（女子校）時代
- 1901年（明治34年）
  - 2月15日 - 神戸市神戸下山手通（現・中央区下山手通）五丁目に「兵庫県高等女学校」が開校。
  - 4月1日 - 「兵庫県立高等女学校」と改称（県の後に「立」が加えられる）。
  - 5月1日 - 1・2年生を選抜召集し、授業を開始。この日をもって開校記念日とする（後に創立記念日に改称）。
- 1902年（明治35年）5月4日 - 寄宿舎を開設。
- 1903年（明治36年）4月1日 - 技芸専修科を併置。
- 1910年（明治43年）4月1日 - 県内に高等女学校が新設されたため、「兵庫県立神戸高等女学校」と改称。
- 1911年（明治44年）5月 - 校歌を制定（作詞：大桑イヨ／作曲：田中銀之助）。
- 1913年（大正2年）3月5日 - 技芸専修科を廃止。
- 1919年（大正8年）4月1日 - 同窓会の経営による補習科（後の欽松学園）を開講。
- 1920年（大正9年）6月1日 - 制服を和服から洋服に改定。
- 1924年（大正13年）
  - 3月14日 - 新校舎が完成し、祝賀会を挙行。
  - 4月1日 - 高等科を設置。
  - 6月18日 - インドの詩人、ラビンドラナート・タゴールが来校。
  - 11月28日 - 元中華民国大総統の孫文が同校講堂にて講演を行う（大アジア主義講演）。
- 1925年（大正14年）3月13日 - 兵庫県立第二神戸高等女学校の新設に伴い、「兵庫県立第一神戸高等女学校」と改称。
- 1926年（大正15年）11月3日 - 排球部が明治神宮競技大会で優勝。
- 1927年（昭和2年）8月30日 - 排球部が上海で行われた第8回極東選手権競技大会で優勝。
- 1928年（昭和3年）6月10日 - 排球部が日本オリンピック大会3連覇。
- 1929年（昭和4年）6月7日 - 昭和天皇が来校。
- 1931年（昭和6年）3月31日 - 寄宿舎を廃止。
- 1932年（昭和7年）4月1日 - 補習科を家政研究科と改称し、保育研究科を併置。
- 1933年（昭和8年）4月18日 - 家政・保育両研究科が、欽松学園として県から認可される。
- 1940年（昭和15年）10月30日 - ヒトラーユーゲント来校。
- 1942年（昭和17年）4月1日 - 学区制が導入され、新生田川以東が校区となる。
- 1945年（昭和20年）
  - 6月5日 - 神戸大空襲により校舎の一部を焼失。
  - 10月15日 - 兵庫県庁に校舎を提供するため、兵庫県立第二神戸高等女学校に移転。
- 1946年（昭和21年）12月24日 - 北長狭校舎（現：神戸市立神戸生田中学校）に移転。
- 1947年（昭和22年）
  - 3月 - 欽松学園、保育科を廃止。
  - 4月1日 - 学制改革（六・三制の実施）が行われる。
    - 高等女学校の生徒募集を停止。
    - 新制中学校を併設し（名称：兵庫県立第一神戸高等女学校併設中学校、以下：併設中学校）、高等女学校1・2年修了者を新制中学校2・3年生として収容。
    - 高等女学校3・4年修了者はそのまま高等女学校に在籍し、4年生または高等科生となる。
- 1948年（昭和23年）
  - 4月1日 - 学制改革（六・三・三制の実施）により、高等女学校が廃止され、新制高等学校「兵庫県立第一神戸女子高等学校」（女子校）が発足。
    - 高等女学校高等科生を新制高校3年生、高等女学校卒業生（4年修了者）を新制高校2年生、併設中学校卒業生（3年修了者）を新制高校1年生として収容。
    - 併設中学校は新制高校に継承され（名称：兵庫県立第一神戸女子高等学校併設中学校）、在校生が1946年（昭和21年）に高等女学校へ最後に入学した3年生のみとなる。

  - 5月25日 - 兵庫県立第一神戸高等学校の校地に移転し、併置される。
  - 8月 - 「兵庫県立神戸欽松高等学校」に改称。

新制高等学校（男女共学）
- 1948年（昭和23年）
  - 5月27日 - 兵庫県立第一神戸高等学校と兵庫県立第一神戸女子高等学校の両校併置の状態で男女共学を実施。
    - ただし男女で学級が分かれていたため、完全な共学ではなかった（男女併学）。

  - 6月14日 - 両校の併設中学校で男女共学を開始。
  - 9月1日 - 兵庫県内の公立高校再編により、両校を統合し、「兵庫県立神戸高等学校」（現校名）に改称。
    - 第1学年で男女混合編成による授業を開始（完全男女共学を開始）
    - 併設中学校も統合され、兵庫県立神戸高等学校併設中学校に改称（3年生のみの中学校）。
- 1949年（昭和24年）
  - 3月31日 - 併設中学校を廃止。
  - 4月1日
    - GHQの教育課程の高校三原則の方針から、総合制により商業科を設置。
    - 学校間格差の撤廃を目的に教員の6割が異動、また小学区制の実施により併設中学校生徒の大半が他校への転出を余儀なくされた。
    - 欽松学園が再興。高山忠雄神戸高校長が学園長を兼任。
- 1950年（昭和25年）3月 - 旧高等女学校の高等科を廃止。
- 1951年（昭和26年）
  - 7月20日 - 校歌を制定（作詞：吉川幸次郎／作曲：信時潔、ト長調）
  - 7月24日 - 淡路島江井に臨海学舎を開設（1994年に鳥取県東浜に移転後、2003年で休止）。
- 1952年（昭和27年）4月1日 - 中学区制を実施。神戸市は3つの学区に再編され、この3学区制は2014年度まで続く。
- 1956年（昭和31年）3月31日 - 商業科を廃止。
- 1958年（昭和33年）11月 - 合唱部がNHK全国唱歌ラジオコンクールで初優勝。
- 1959年（昭和34年）5月 - 鵬雛会（男子・旧一中同窓会）と欽松会（女子・旧県一同窓会）が統合され、「社団法人兵庫県立神戸高等学校同窓会」が発足。
  - 欽松学園の経営も神高同窓会に継承される。
- 1961年（昭和36年）
  - 3月24日 - 欽松学園が学校法人として認可され、「欽松文化学園」と改称。
  - 8月 - サッカー部がインドネシアを親善訪問。
- 1962年（昭和37年）11月 - 合唱部がNHK全国学校音楽コンクール、全日本合唱コンクールの両コンクールを同時制覇。
- 1963年（昭和38年）4月 - 合唱部がアメリカ合衆国親善演奏旅行。
- 1965年（昭和40年）- 米国ワシントン州コロンビア高校と姉妹校提携。
- 1968年（昭和43年）- 兵庫方式入試制度実施。理IIコースを設置。
- 1969年（昭和44年）
  - 兵庫県高等学校総合体育大会において、公立校として初の男子総合優勝。
  - 10月15日 長野県白馬岳における修学旅行中に雪渓の崩落事故が発生し生徒3名が死亡。
- 1971年（昭和46年）- 芦屋市教育委員会の方針転換により、芦屋学区からの越境入学が事実上禁止される。
- 1972年（昭和47年）- 兵庫県高等学校総合体育大会において男子総合4連覇。
- 1973年（昭和48年）- 合唱部が全日本合唱コンクールで史上初の3年連続金賞受賞。
- 1974年（昭和49年）4月1日 - 欽松文化学園が「欽松女子専門学校」と改称。
- 1978年（昭和53年）- 県教委の広域人事計画が発表。以降教員の移動が激しくなり、永年勤続の名物教師の転出が加速。理IIコース廃止。
- 1979年（昭和54年）4月1日 - 欽松女子専門学校が「欽松専門学校」と改称。
- 1984年（昭和59年） - 吹奏楽部が全日本吹奏楽コンクールにて銀賞を受賞。
- 1986年（昭和61年）4月1日 - 理数コースを設置。
- 1988年（昭和63年）8月 - 山岳部が全国高等学校総合体育大会にて優勝。
- 1989年（平成元年）- 合唱部が全日本合唱コンクールで2度目の3年連続金賞受賞。
- 1994年（平成6年）- 欽松専門学校が解散。
- 1995年（平成7年）1月17日 - 阪神・淡路大震災が発生し生徒2名、職員1名が犠牲となる。
- 1996年（平成8年）5月1日 - 創立100周年記念式典を挙行。
- 1997年（平成9年）10月 - シンガポールのラッフルズ・ジュニア・カレッジ（RJC）と姉妹校提携。
- 2002年（平成14年）
  - 神戸大学との協力により高大連携講義が開始される。
  - 12月31日 - 校舎改築工事竣工。
- 2003年（平成15年）4月1日 - 理数コースに代わり、総合理学コースを設置。
- 2004年（平成16年）4月1日 - 文部科学省からスーパーサイエンスハイスクール (SSH) の研究指定を受ける。
- 2006年（平成18年）4月1日 - 学区再編（神戸第一学区→神戸第一・芦屋学区）により、芦屋市が通学圏に復帰。
- 2007年（平成19年）
  - 4月1日 - 総合理学コースを全県学区の総合理学科に改編。
  - 英国のチャタム・グラマースクール・フォア・ボーイズ (CGSB) と姉妹校提携。
- 2009年（平成21年）4月1日 - スーパーサイエンスハイスクール事業「中核的拠点育成プログラム採択校」に指定。
- 2010年（平成22年）4月1日 - スーパーサイエンスハイスクール事業「コアSSH採択校」に指定。
- 2015年（平成27年）- 学区再編により、普通科の通学区域が第1学区（神戸市全域、芦屋市、洲本市、南あわじ市、淡路市）となる。

## 部活動
- 合唱部は1950年に創部され、その9年後にNHK全国学校音楽コンクールにおいて全国大会初優勝。また全日本合唱コンクールにおいては2度の3年連続を含む金賞12回。近年でも2011年に全国大会で金賞を受賞している[6]。
- サッカー部は全国選手権出場25回、優勝7回（現存する学校の中では歴代最多記録）、準優勝2回、3位6回、大会通算勝率7割超、日本代表選手20名以上。ただし1980年代以降は低迷し、全国大会出場からは遠ざかっている。
- 硬式野球部は、旧制中学校時代に選抜高等学校野球大会出場3回・全国高等学校野球選手権大会出場4回の古豪。全国高等学校野球選手権大会の地区大会に1915年の第1回から皆勤出場している15校の内の1校でもある[7]。1919年の第5回全国中等学校優勝野球大会で兵庫県勢初の優勝を果たした際に、「我々は見世物ではない」と表彰式後の場内一周を拒否したというエピソードは有名。
- 馬術部やボート部など特色ある部を有し、また女学校以来の伝統として箏曲部、華道部、茶道部なども維持されている。音楽会などの行事の際には、普段は個別に活動している吹奏楽部と弦楽部の協力により本格的なオーケストラが編成され、OBによる吹奏楽団やアマチュア管弦楽団も独自の活動を行っている。
- 兵庫高校（旧制神戸二中）とは毎年春・秋に武道・球技の、夏には水泳の定期戦が行われている。ことに明治期から続く野球はかつて『扇港（神戸）の早慶戦』とも呼ばれ、観衆のあまりの白熱のため大正から昭和にかけての20年間にわたって開催が中止されたという逸話がある[8][9]。

## 過去の進学実績
1910年（明治43年）から1932年（昭和7年）までの進学実績は下記の通りである。
| 進学先                                                                            | 人数  |
| --------------------------------------------------------------------------------- | ----- |
| 神戸高等商業学校 （現：神戸大学）                                                 | 356人 |
| 旧制第三高等学校 （現：京都大学総合人間学部、現：岡山大学医学部）                 | 205人 |
| 関西学院大学                                                                      | 110人 |
| 慶應義塾大学                                                                      | 108人 |
| 旧制第六高等学校 （現：岡山大学）                                                 | 106人 |
| 旧制第一高等学校 （現：東京大学教養学部、現：千葉大学医学部、現：千葉大学薬学部） | 80人  |
| 神戸高等工業学校 （現：神戸大学工学部）                                           | 77人  |
| 大阪高等商業学校 （現：大阪市立大学）                                             | 55人  |
| 早稲田大学                                                                        | 51人  |
| 旧制第七高等学校 （現：鹿児島大学）                                               | 48人  |
| 旧制第八高等学校 （現：名古屋大学）                                               | 40人  |
| 大阪高等工業学校 （現：大阪大学工学部、現：大阪府立大学）                         | 36人  |
| 同志社大学                                                                        | 36人  |
| 旧制第五高等学校 （現：熊本大学）                                                 | 34人  |
| 旧制大阪高等学校 （現：大阪大学）                                                 | 26人  |